# 오노역 (교토부)
오노역(일본어: 小野駅)은 일본 교토부 교토시 야마시나구에 있는 교토 시영 지하철 도자이 선의 역이다. 역 번호는 T04이다.

## 역 구조
승강장은 지하 2층에 있는 다른 도자이 선의 역과 마찬가지로 섬식 승강장 1면 2선의 구조로 스크린도어가 설치되어 있다. 도자이 선 역은 역마다 정거장 색깔이 제정되어 있으며, 본 역의 스테이션 컬러는 ■적자색이다.

### 승강장
| 1 | 도자이 선 | 야마시나・가라스마오이케・우즈마사텐진가와 방면 |
| 2 | 도자이 선 | 다이고・로쿠지조 방면                           |

## 역 주변
역은 야마시나 구의 남단(후시미구 다이고 지구와의 경계 부근)에 위치하고 있다.
- 칸슈지
- 즈이신인
- 아케치 미쓰히데 무덤
- 구, 도카이도 본선 야마시나역 자취
- 야마시나 경찰서
- 교토 외환상선
- 메이신 고속도로 (메이신 야마시나 버스 정차는 폐지)

## 역사
- 1997년 10월 12일: 교토 시영 지하철 도자이 선의 다이고 ~ 니조 역간 개통과 동시에 영업 개시.
- 2007년 4월 1일: IC카드 "PiTaPa"의 사용 개시.

## 역명의 유래
오노라는 지명은 헤이안 시대의 시인 오노노 고마치의 일족 오노 씨에서 유래한다. 인근의 즈이신인에는 오노노 고마치가 화장했다는 전설에서 남긴 우물 등이 있다.

## 인접역
| 교토 시 교통국 도자이 선 | 교토 시 교통국 도자이 선 | 교토 시 교통국 도자이 선           |
| ------------------------ | ------------------------ | ---------------------------------- |
| T03 다이고 로쿠지조 방면 |                          | 나기쓰지 T05 우즈마사텐진가와 방면 |